# Skånska dragonregementet (pansar)

Skånska dragonregementets vapen åren 1963–1994.

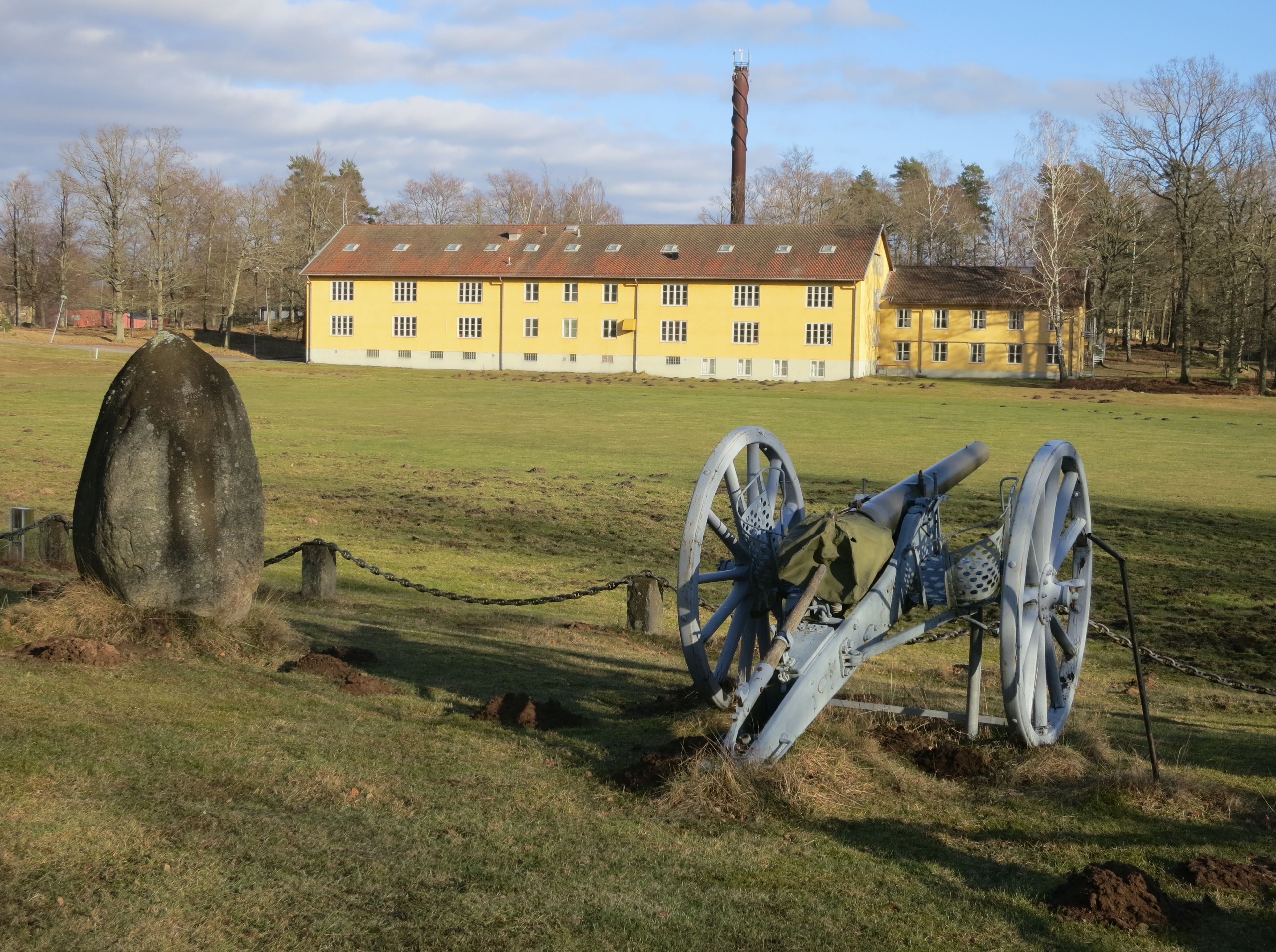
Logementsbyggnad från P 2, kasern Ramsvärd

Skånska dragonregementet (P 2/Fo 14) var ett pansarförband inom svenska armén som verkade i olika former åren 1942–2000. Förbandsledningen var förlagd i Hässleholms garnison i Hässleholm.

## Historia

### Bildandet
Genom försvarsbeslutet 1942 beslutades att pansartrupperna skulle organiseras som ett truppslag vid sidan de övriga truppslagen. Till pansartrupperna skulle ett nytt regemente bildas, två regementen överföras från infanteriet och Skånska kavalleriregementet (K 2) från kavalleriet. Skånska kavalleriregementet avvecklades som kavalleriregemente den 30 september 1942 och från den 1 oktober 1942 organiserades regementet som Skånska pansarregementet (P 2).

### Flytten till Hässleholm
Regementet kom de första åren vara förlagt till Helsingborg, i de gamla kavallerikasernerna i stadsdelen Berga. Dock kom pansarvärnskompanier och pionjärkompanier att utbildas vid det gamla husarlägret i Ljungbyhed. Under början av 1944 granskades flera orter som ny förläggningsort för regementet. Bland annat utreddes att förlägga regementet till Ravlunda, i syfte att skapa ett "pansarcentrum" där man då skulle ha både förläggning, skjut- och övningsplats på samma ställe. Dock kom alla förslag att förkastas efter att försvarsminister Per Edvin Sköld visats runt i Hässleholm och han efter föredragningen meddelade "P 2 skall förläggas till Hässleholm". År 1947 flyttade regementet från Helsingborg till Hässleholm.
Genom omorganisationen av pansartrupperna 1963 bytte regementet namn till Skånska dragonregementet. Detta då regementet inte längre var det enda pansarregementet i Skåne, då två skånska infanteriregementena ombildats till Norra skånska regementet (P 6) respektive Södra skånska regementet (P 7/Fo 11). Namnet Skånska dragonregementet antogs för att återspegla traditionsansvaret som regementet förvaltade över de tidigare skånska kavalleriregementena.

### 1974 års regeringsform
I samband med att 1974 års regeringsform trädde i kraft den 1 januari 1975, ändrades namnet från Kungliga Skånska dragonregementet till enbart Skånska dragonregementet. Samtidigt fråntogs Konungen den formella rollen som högste befälhavare för krigsmakten, vilket även kom att gälla rollen som förbandschef över gardesförbanden.

### OLLI-reformen
I samband med OLLI-reformen, vilken genomfördes inom försvaret åren 1973–1975, bildades A-förband samt B-förband. A-förbanden var regementen som tillfördes ansvaret för ett försvarsområde, och vilka betecknades som försvarsområdesregemente. Försvarsområdesregementena tillfördes samtidigt mobiliserings- och materialansvaret inom försvarsområdet. Detta medförde att de arméförband som ingick i ett försvarsområde kom att bli ett B-förband (utbildningsregemente). I Skåne, på Västkusten och i Norrbotten gjordes vissa  avsteg från den principiella organisation, det vill säga att ett försvarsområdesregemente tilldelades det samlade mobiliseringsansvaret inom försvarsområdet. I Skåne gjordes avsteget inom Kristianstads försvarsområde (Fo 14), förutom försvarsområdesförbandet Norra skånska regementet (P 6/Fo 14) gavs även Skånska dragonregementet (P 2) mobiliseringsansvar. Skånska dragonregementet blev ett utbildningsförband, men av operativa skäl fick en organisation som innehöll en fredsorganiserad stomme till en fördelningsstab. Regementet fick även mobiliseringsansvar för vissa pansar- och etappförband, vidare fick även regementet det verkställande förvaltningsansvaret för Skånska trängregementet (T 4). Den 1 juli 1975 trädde regementet in i den nya organisationen som ett utbildningsregemente. 

### Försvarsbesluten
Inför försvarsbeslutet 1977 hade Försvarets fredsorganisationsutredning (FFU) utrett olika alternativ om arméns fredsorganisation i Skåne. Bland annat konstaterades utredningen att samtliga förband inom pansartrupperna hade överskott på förläggningsplatser. Dock konstaterades samtidigt att Skånska dragonregementet (P 2) och Norrbottens pansarbataljon (P 5) inte nåde upp till den värnpliktsstyrka, som enligt FFU, borde vara ett riktvärde för utbildningen vid pansartrupperna. FFU hade även studerat möjligheten med att minska pansartrupperna i Skåne med ett regemente. Syftet var att samla utbildning på skilda stridsvagnstyper till ett förband, detta då Norra skånska regementet (P 6/Fo 14) utbildade värnpliktiga på Centurion-stridsvagnar och Skånska dragonregementet (P 2) tillsammans med Södra skånska regementet (P 7/Fo 11) utbildade värnpliktiga på Stridsvagn S. Av de olika alternativen som FFU hade studerat var det två som berörde Skånska dragonregementet, alternativ C och alternativ D. I alternativ C skulle Skånska dragonregementet avvecklas och utbildningsansvaret överföras till Södra skånska regementet. Alternativ D berörde regementet endast indirekt, genom att Skånska dragonregementet skulle kvarstå i fredsorganisationen, samt bibehålla rollen som mobiliseringsmyndighet. Vidare innebar alternativ D att pansarutbildningen i Ystad skulle avvecklas och ersätts med luftvärnsutbildning, samt att den pansarutbildning som bedrivs i Revingehed organisatoriskt står kvar i försvarsområdesregementet i Ystad, men samordnas med motsvarande utbildning i Hässleholm av Skånska dragonregementet. De båda alternativen kom att stå för handlingsväg 1 (pansarutbildningen i Ystad avvecklas och Lv 4 flyttas dit) och handlingsväg 2 (P 2 läggas ned och Lv 4 flyttas till Kristianstad). Försvarets fredsorganisationsutredning föredrog handlingsväg 1, då återverkningarna på sysselsättningen i Hässleholm vägde tungt i deras samlade bedömning. Vilket även var den handlingsväg som riksdagen beslutade om, och som sedan verkställdes under 1982.
Inför försvarsbeslutet 1982 blev Skånska dragonregementet återigen föremål för en eventuell avveckling. Överbefälhavaren föreslog att samlokalisera Skånska trängregementet (T 4) med Skånska dragonregementet. Försvarskommittén pansarutbildningen i Skåne koncentreras till två platser, Södra skånska regementet (P 7/Fo 11) i Revingehed och Norra skånska regementet (P 6/Fo 14) i Kristianstad. Dock kom försvarsminister Torsten Gustafsson att gå på överbefälhavarens linje och föreslog för riksdagen att Skånska trängregementet senast 1987 skulle vara samlokaliserade med Skånska dragonregementet. Flytten av Skånska trängregementet gjordes i två steg, från den 1 juli 1985 verkade staben från P 2, och den 30 juni 1986 lämnade T 4 sitt gamla kasernområde helt.
I försvarsutredning 1988 föreslog försvarsminister Roine Carlsson i sin proposition en avveckling av Norra skånska regementet (P 6). Inför regeringens förslag, hade de avvägt en avveckling av Skånska dragonregementet (P 2) eller Norra skånska regementet (P 6/Fo 14). Södra skånska regementet (P 7/Fo 11) hade undantagits, då det ansågs att det gick att utbilda två brigader vid P 7 i Revingehed. Vad som var till Skånska dragonregementet fördel var att regeringen ansåg att utvecklingsmöjligheterna på sikt bedömdes vara mindre vid Norra skånska regementet (P 6/Fo 14) i Kristianstad än vid Skånska dragonregementet (P 2) i Hässleholm. I samma proposition föreslog regeringen att Skånska trängregementet skulle avvecklas. Dock skulle en enhet bibehålls för underhållsutbildning ingående i myndigheten Skånska dragonregementet (P 2). I december 1989 antog riksdagen regeringens proposition, och Skånska trängregementet avvecklades som självständig myndighet den 30 juni 1991, och uppgick den 1 juli 1991 som en utbildningsbataljon i Skånska dragonregementet (P 2).
I försvarsbeslutet 1992 fastställde Regeringen Carl Bildt det som Regeringen Carlsson II hade föreslagit riksdagen inför försvarsutredning 1988. Det vill säga att Norra skånska regementet (P 6/Fo 14) skulle avvecklas. Bakgrunden var att även försvarsminister Anders Björck ansåg i sin proposition att produktionen av pansar- och mekaniserade brigader i södra Sverige kunde tillgodoses inom ramen för två regementen, det vill säga Skånska dragonregementet (P 2) och Södra skånska regementet (P 7/Fo 11). I regeringens samlade bedömning ansågs Skånska dragonregementet ha bättre tillgång till övningsfält,  bättre utvecklingsmöjligheter samt bättre ekonomiska faktorer jämfört med Norra skånska regementet. Avvecklingen av Norra skånska regementet, som var ett försvarsområdesregemente, medförde att försvarsområdesstaben överfördes till Skånska dragonregementet i Hässleholm. Vidare beslutades att Skånska trängbataljonen skulle avvecklas och att Wendes artilleriregemente skulle samlokaliseras med Skånska dragonregementet.
Den 1 juli 1994 omorganiserades regementet från ett utbildningsregemente till ett försvarsområdesregemente och fick det samlade mobiliseringsansvaret inom Kristianstads försvarsområde (Fo 14), vilket markerades med det nya namnet Norra Skånska dragonregementet (P 2/Fo 14). Från samma datum var regementet samlokaliserat med Wendes artilleriregemente. Regementets brigad, Skånska dragonbrigaden (PB 8), avskildes från regementet och blev från 1 juli samma år ett kaderorganiserat krigsförband inom Södra militärområdet (Milo S).
I försvarsbeslutet 1996 beslutades det att Södra skånska regementet (P 7/Fo 11) skulle avvecklas senast den 31 december 1997 som försvarsområdesregemente. Regementet kom då att uppgå i Södra skånska brigaden under det nya namnet Södra skånska regementet och Södra skånska brigaden (MekB 7). Malmö försvarsområde (Fo 11) kom i sin tur att integreras i Kristianstads försvarsområde (Fo 14), under det nya namnet Skånes försvarsområde (Fo 14). Genom den förändringen som började gälla från den 1 januari 1998 återtog regementet sitt ursprungliga namn, Skånska dragonregementet. Försvarsområdesstaben vid regementet fick samtidigt det samlade ansvaret för hela Skåne som försvarsområde.
Inför försvarsbeslutet 2000 hade regeringen vägt Skånska dragonregementet (P 2/Fo 14) och Skånska dragonbrigaden (MekB 8) mot Södra skånska regementet och Södra skånska brigaden (MekB 7). Regeringen gjorde bedömningen att MekB 7 hade mekaniserad kapacitet och tillgång till goda övnings- och skjutfält. Vidare är MekB 7 en av de enheter som har de bästa förutsättningarna att genomföra manöverstrid med mekaniserade förband på eget övningsfält. Gällande MekB 8 bedömde regeringen att det fanns en mekaniserad kapaciteten och en bra infrastruktur, men att regementet och brigaden samtidigt hade begränsningar avseende det egna övningsfältets kapacitet och möjligheter till manöverstrid. Då Wendes artilleriregemente skulle avvecklas och inte utgöra huvudenhet inom artilleriet fanns det inte heller någon möjlighet till garnisonssamordning i Hässleholm. Regeringen bedömde i sin proposition att MekB 7 hade bättre långsiktiga förutsättningar för utbildning av mekaniserade förband och att Skånska dragonregementet (P 2/Fo 14) och Skånska dragonbrigaden (MekB 8) skulle avvecklas.
Den 30 juni 2000 upplöstes och avvecklades regementet med försvarsområdesstaben. Från den 1 juli 2000 övergick verksamheten till en avvecklingsorganisation, fram till att avvecklingen skulle vara slutförd senast den 31 december 2001. Avvecklingsorganisationen upplöstes i sin tur den 30 juni 2001, då avvecklingen av förbandet var slutförd. Ur Skånska dragonregementet bildades en militärdistriktsgrupp den 1 juli 2000, under namnet Skånska dragongruppen. Gruppens uppgift var att stödja och utbilda Hemvärnet och frivilligorganisationer inom den delen av Skåne län som tidigare hade utgjort Kristianstads försvarsområde.

## Ingående enheter

### Skånes försvarsområde
Skånes försvarsområde (Fo 14), ursprungligen Kristianstads försvarsområde (Fo 14), hade inledningsvis sin stab i Karlshamn. Försvarsområdet omfattade geografiskt Kristianstads län. Den 9 oktober 1942 omlokaliserades stagen till Kristianstad. Den 9 oktober 1966 omlokaliserades staben till Stora kronohuset i Kristianstad. Genom försvarsbeslutet 1992 avvecklades Norra skånska regementet den 30 juni 1994. Försvarsområdesstaben som hade gemensam stab med Norra skånska regementet, kom då att överföras till Skånska dragonregementet i Hässleholm. Den 1 januari 1998 antogs namnet Skånes försvarsområde (Fo 14), detta som en markering till att det andra försvarsområdet i Skåne, Malmö försvarsområde (Fo 11) avvecklades den 31 december 1997 som egen stab och uppgick Kristianstads försvarsområde den 1 januari 1998. Avvecklingen av Malmö försvarsområde gjordes på grund av den länsreform som skedde samma tid, då Skånes län bildades året innan. Försvarsområdet avvecklades den 30 juni 2000 genom försvarsbeslutet 2000.

### Skånska dragonbrigaden
Skånska dragonbrigaden (PB 8) bildades 1949 under namnet Göingebrigaden, genom att 8. pansarbrigaden omorganiserades till förbandstypen pansarbrigad 49. År 1994 kom Göingebrigaden att byta namn till Skånska dragonbrigaden, samtidigt som den avskiljdes från regementet och blev från 1 juli samma år ett kaderorganiserat krigsförband inom Södra militärområdet (Milo S). Brigaden avvecklades den 30 juni 2000 i samband med försvarsbeslutet 2000.
Brigaden bildades i samband med försvarsbeslutet 1942 då infanteriregementena satte upp fältregementen och dubbleringsregementen kom istället Skånska dragonregementet att organisera en pansarbrigad. Genom försvarsbeslutet 1948 infördes brigader i hela armén vilket medförde att armén renodlades till två brigadtyper, infanteribrigader och pansarbrigader, där Skånska dragonregementet kom att stå för Göingebrigaden (PB 8).

### Skånska trängbataljonen
Skånska trängbataljonen (P 2/T 4) bildades 1894 som ett självständigt förband. Genom försvarsutredning 1988 kom regementet att avvecklas och uppgå den 1 juli 1991 som en utbildningsbataljon inom Skånska dragonregementet. Bataljonen avvecklades och upplöstes den 30 juni 1994.

## Förläggningar och övningsplatser

### Förläggning
Etablissementet i Helsingborg, som var regementets första förläggningsplats, hade en infrastrukturen som var dimensionerad för fem skvadroner, medan pansarregementet skulle utbilda tio kompanier. På kasernområdet i Helsingborg uppfördes ett antal baracker för både förläggning och skolsalar. Dessa kom senare att flyttas till Ravlunda, och utgjorde stommen i Dammåkralägret.
Den 1 oktober 1947 var det officiella datum som regementet verkade från Hässleholm. Genom försvarsbeslutet 1982 kom Skånska trängregementet att samlokaliserades med Skånska dragonregementet. I samband med detta gjordes en om- och tillbyggnad av militärrestaurangen samt andra tillbyggnader för 139,6 miljoner kronor. Försvarsbeslutet 1988 innebar att Skånska trängregementet reducerades till en bataljon som kom att uppgå i Skånska dragonregementet. I och med försvarsbeslutet 1992 så kom dock trängbataljonen att avvecklas under 1994 och istället flyttades Wendes artilleriregemente, samt försvarsområdesstaben från Kristianstad till garnisonsområdet i Hässleholm.  Från den 1 juli 1994 hade Wendes artilleriregemente samt staben för Kristianstads försvarsområde samlokaliserats med regementet.

### Övningsplatser
- Ravlunda skjutfält
- Hovdala skjutfält (tillsammans med Wendes artilleriregemente)
- Mölleröds övnings- och skjutfält

## Heraldik och traditioner
Skånska dragonregementet har sitt arv och traditioner i huvudsak från kavalleriet. Men genom omstruktureringar i Försvarsmakten, så tillkom även traditioner från andra förband. Från 1965 vårdade regementet minnet av Skånska kavalleriregementet, Skånska husarregementet, Skånska dragonregementet, och Kronprinsens husarregemente. Från 1994 vårdades minnet av Skånska trängregementet. Samma år tillkom även ett större arv från Norra skånska regementet, vilket avvecklades och upplöstes. Därifrån övertogs arv, traditioner och valspråk. Valspråket lydde Ära, Skyldighet, Vilja och kom från Georg Carl von Döbeln, då han var den förste regementschefen för Norra skånska infanteriregementet. I samband med att Norra skånska regementet avvecklades, antog Skånska dragonregementet namnet Norra skånska dragonregementet. Namnändringen gjordes på grund av att regementet ärvde traditionerna från P 6. Dock så återtog regementet sitt kortare namn 1998, det vill säga Skånska dragonregementet. Efter att Skånska dragonregementet avvecklades och upplöstes, kom dess dragonfana att föras vidare av Skånska dragongruppen, medan 1992 års standar kom att föras jämsides av Södra skånska regementes fana.

### Förbandsfana- och standar
Skånska dragonregemente, som tillhör truppslaget pansartrupperna, avviker i den formen att regementet till en början förde ett standar framför fana, vilket traditionellt är brukligt i pansartrupperna. Det då förbanden inom truppslaget har sin traditioner från infanteriet. Skånska dragonregementet, som bildades som ett nytt förband, sökte sina traditioner ur det skånska kavalleriet. Något som innebar att man åren 1942–1945 förde de tre standaren från de tidigare skånska kavalleriregementena, Skånska husarregementet, Skånska dragonregementet och Kronprinsens husarregemente. Åren 1945–1952 fördes endast tidigare kavalleriregementet Skånska dragonregementets standar. Det med anledning av att Skånska kavalleriregementet övertog traditionsansvaret för de Skånska husarregementet och Kronprinsens husarregemente. Den 11 juli 1952 överlämnade kung Gustaf VI Adolf ett nytt standar till regementschefen vid en ceremoni i Hässleholm. Åren 1952–1965 fördes det ursprungliga Skånska dragonregementets standar som traditionsstandar. År 1965 tillkom standaren från Skånska husarregementet och Kronprinsens husarregemente, dock endast som traditionsstandar. Den 1 oktober 1992 överlämnade kung Carl XVI Gustaf ett nytt standar till regementschefen vid en ceremoni vis Stockholms slott, det i samband med pansartruppernas 50-årsjubileum.
Den 1 juli 1994 överlämnades 1992 års standar till Skånska dragonbrigaden. I ersättning hade regementet den 30 juni 1994 tilldelats en dragonfana, vilken överlämnades av Carl XVI Gustaf till regementschefen vid en ceremoni på Stortorget i Hässleholm. Att regementet som har sina traditioner ur kavalleriet, tilldelades en fana istället för ett standar, som traditionellt är brukligt i kavalleriet, beror på att regementet har sina traditioner som dragoner, det vill säga ett beridet infanteri, vilka för en så kallad dragonfana.

### Utmärkelsetecken
Genom den omorganisation som regementet gjorde 1994, instiftades Skånska dragonregementets minnesmedalj i silver (SkåndragregMSM) och i brons (SkåndragregMBM). År 1994 instiftades även Kungl. Skånska dragonregementets förtjänstmedalj i guld (SkåndragregGM) och i silver (SkåndragregSM).

## Materiel vid förbandet

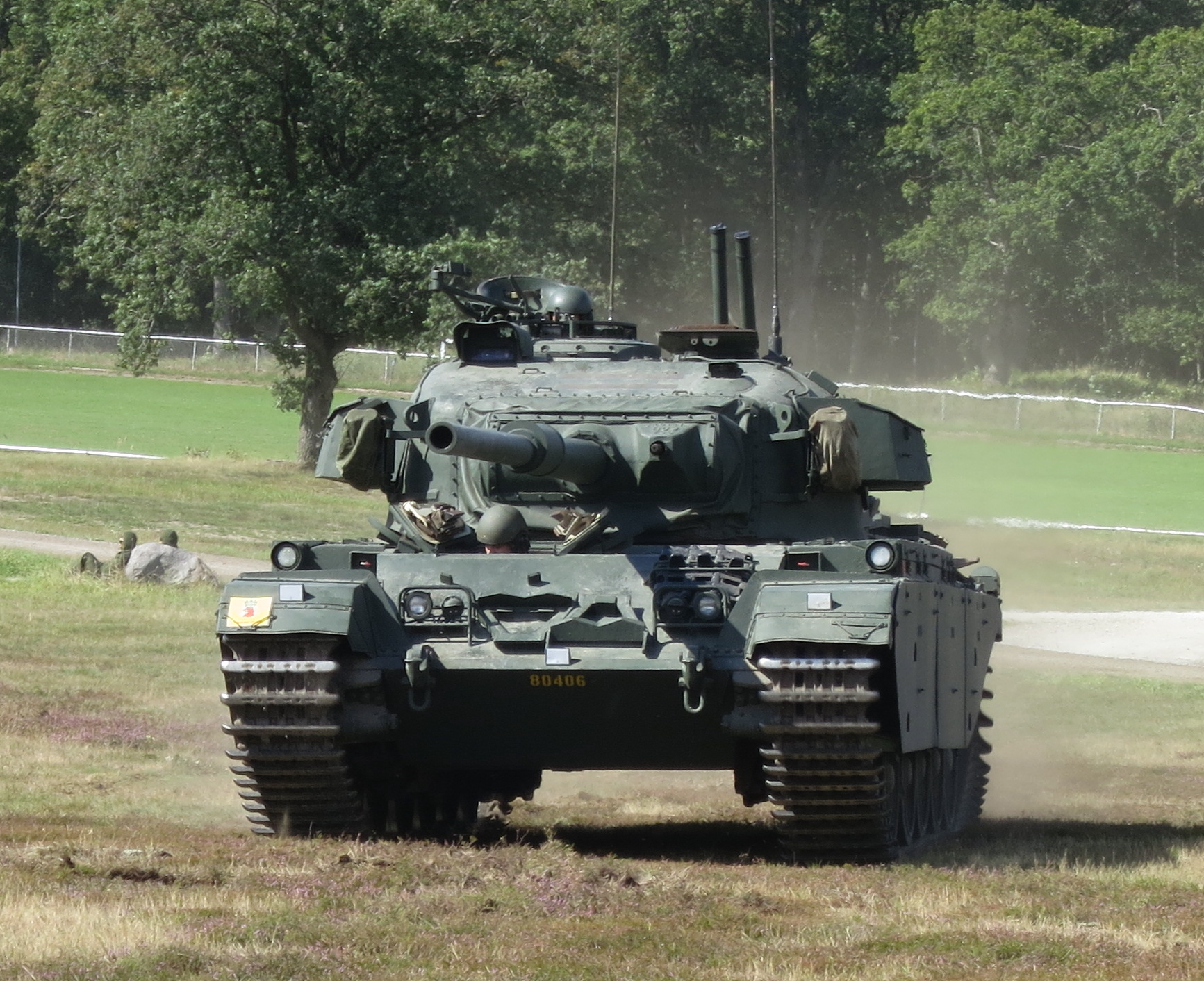
Stridsvagn 104 "Centurion".

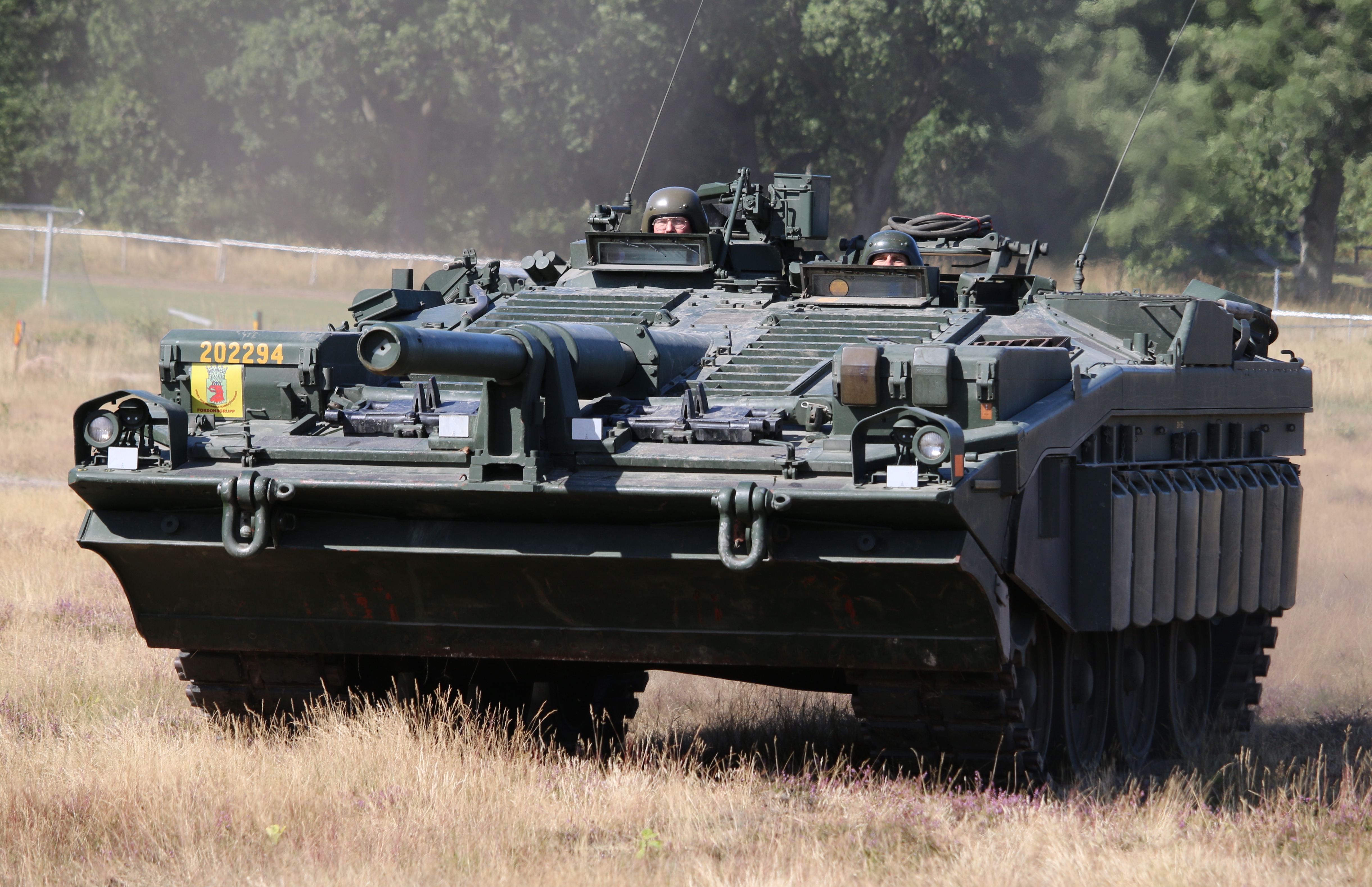
Stridsvagn 103 "S".

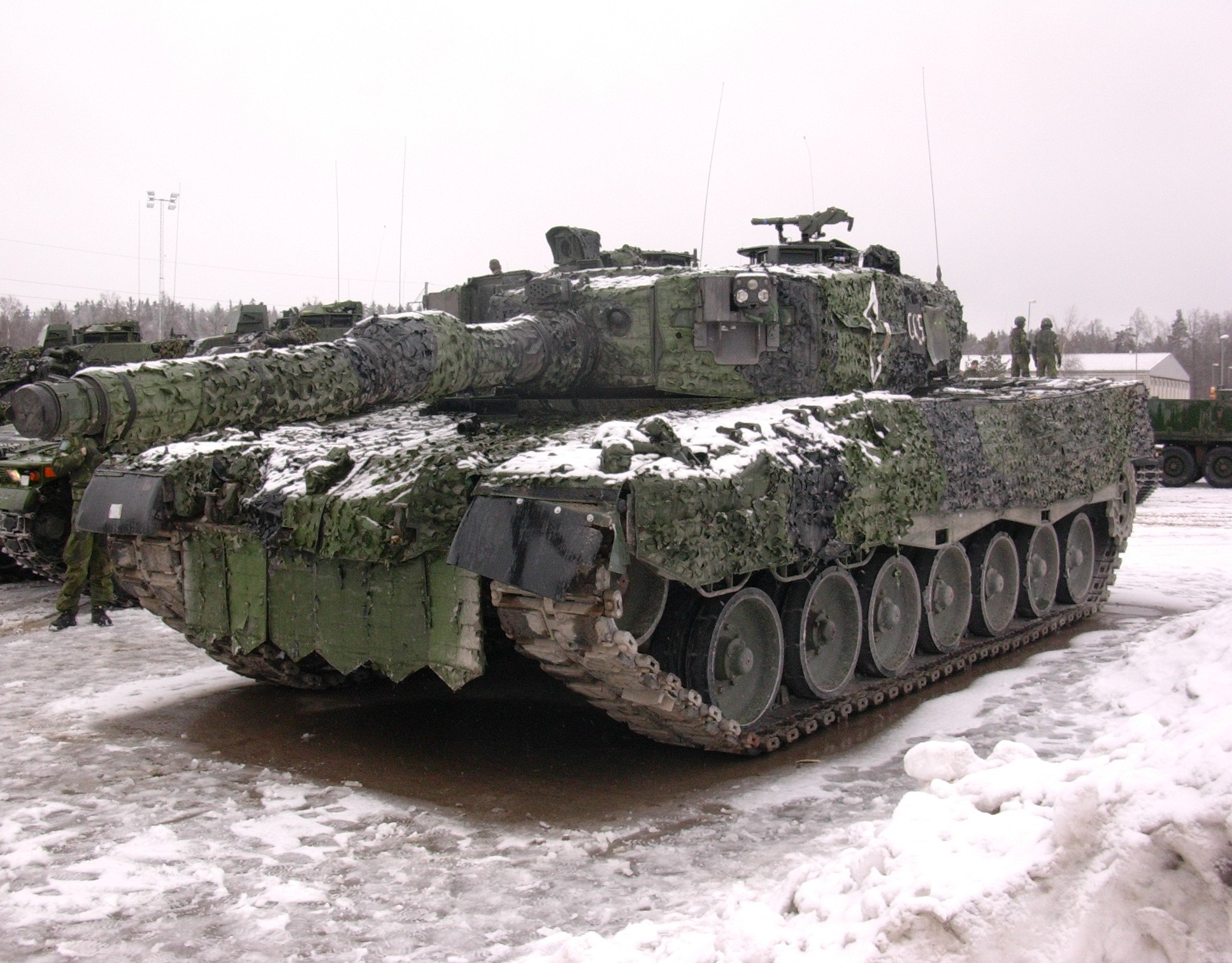
Stridsvagn 121

| Stridsfordon - Stridsvagn m/38 (Landsverk L-60) - Stridsvagn m/39 (Landsverk L-60) - Stridsvagn m/40 - Stridsvagn m/42 - Pansarbil m/40 - Pansarvärnskanonvagn m/43 - Luftvärnskanonvagn fm/43 - Stridsvagn 74 - Stridsvagn 81 - Stridsvagn 101 - Stridsvagn 102 - Stridsvagn 102R - Stridsvagn 103 - Stridsvagn 104 - Stridsvagn 121 - Pansarbandvagn 301 - Pansarbandvagn 302 | Fordon - Terrängbil 11 - Terrängbil 13 - Terrängbil 20 - Terrängbil 30 - Terrängbil 40 | Pansarvärnspjäser - Bofors 37 mm pansarvärnskanon m/38 (37 mm pvkan m/38) - Bofors 57 mm pansarvärnskanon m/43 (57 mm pvkan m/43) - Bofors 9 cm pansarvärnspjäs 1110 (9 cm pvpj 1110) |

## Förbandschefer
Regementschefer verksamma från 1942 fram till att regementet avvecklades den 30 juni 2000.

- 1942–1949: Anders Nordström
- 1949–1952: Arvid Eriksson
- 1952–1957: Stig af Klercker
- 1957–1967: Carl Erik Wilhelm Lorichs
- 1967–1972: Nils Isaksson
- 1972–1980: Björn Zickerman
- 1980–1981: Hodder Stjernswärd
- 1981–1986: Hans Nilsson
- 1986–1990: Stig Edgren
- 1990–1992: Jan Bergström
- 1992–1994: Mats Hansson
- 1994–1998: Jan Bergström
- 1998–2000: Kjell Plantin

## Namn, beteckning och förläggningsort
| Kungl Skånska pansarregementet | 1942-10-01 | – | 1963-03-31 |
| Kungl Skånska dragonregementet | 1963-04-01 | – | 1974-12-31 |
| Skånska dragonregementet       | 1975-01-01 | – | 1994-06-30 |
| Norra skånska dragonregementet | 1994-07-01 | – | 1997-12-31 |
| Skånska dragonregementet       | 1998-01-01 | – | 2000-06-30 |
| Avvecklingsorganisation        | 2000-07-01 | – | 2001-06-30 |

| P 2       | 1942-10-01 | – | 1994-06-30 |
| P 2/Fo 14 | 1994-07-01 | – | 2000-06-30 |

| Helsingborgs garnison (F)            | 1942-10-01 | – | 1947-09-30 |
| Hässleholms garnison (F)             | 1947-10-01 | – | 2001-06-30 |
| Ravlunda skjutfält (Ö)               | 1944-??-?? | – | 2000-06-30 |
| Hovdala skjutfält (Ö)                | 1944-??-?? | – | 2000-06-30 |
| Mölleröds övnings- och skjutfält (Ö) | 1944-??-?? | – | 2000-06-30 |
| Rinkaby skjutfält (Ö)                | 1994-07-01 | – | 2000-06-30 |
| Norra Åsums övningsfält (Ö)          | 1994-07-01 | – | 2000-06-30 |

## Galleri

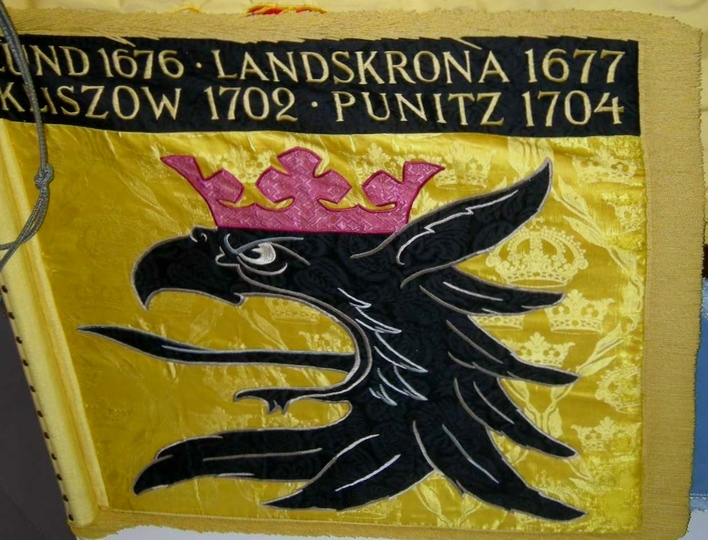
1992 års standar för Skånska dragonregementet.
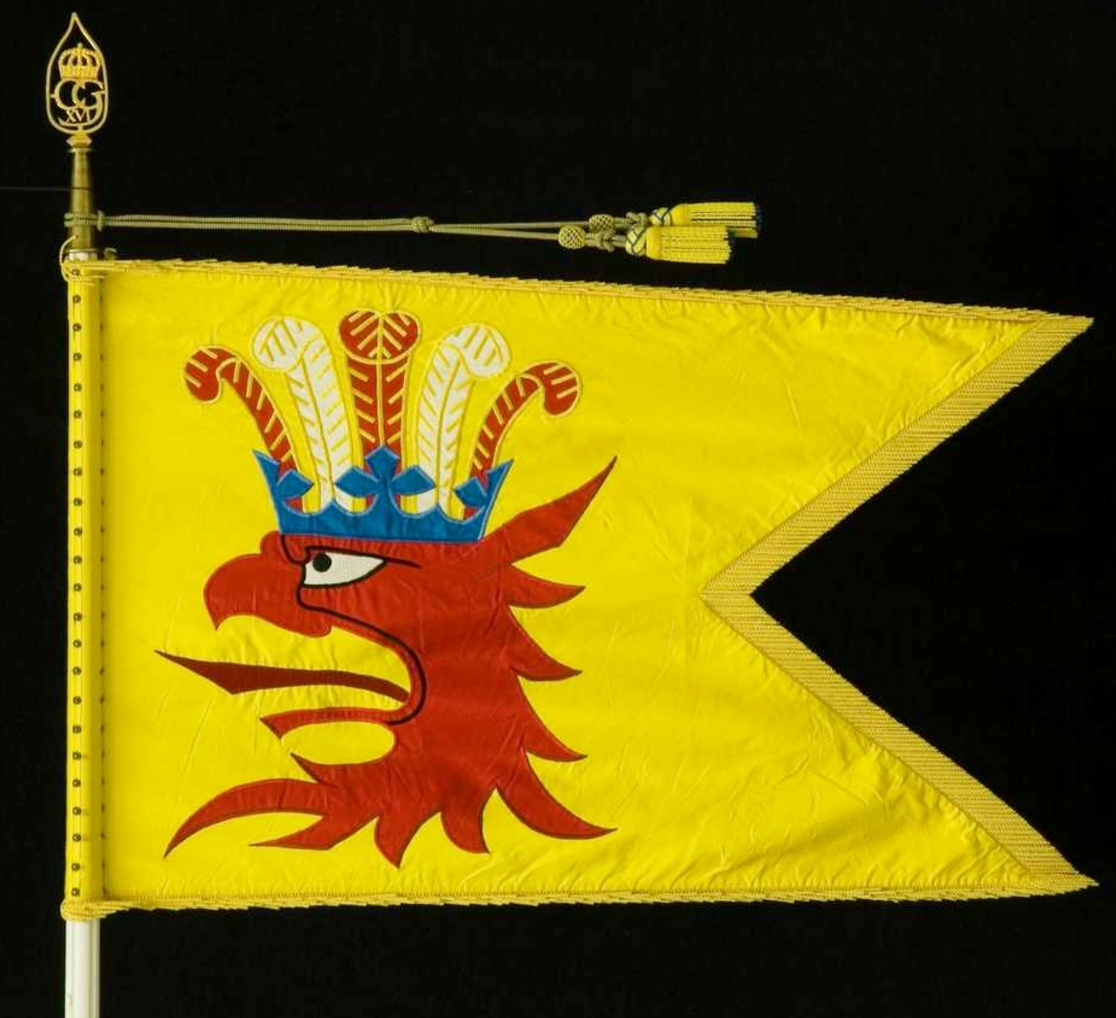
1994 års dragonfana, för Norra Skånska dragonregementet.
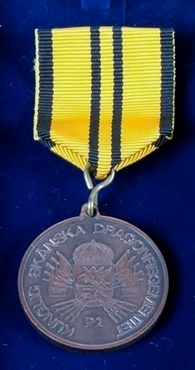
Skånska dragonregementets minnesmedalj i brons, 8:e storleken, 1994.
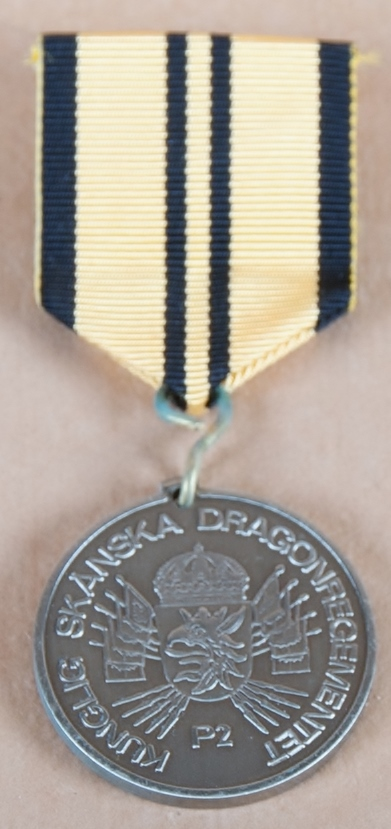
Skånska dragonregementets minnesmedalj minnesmedalj i silver, 8:e storleken, 1994.
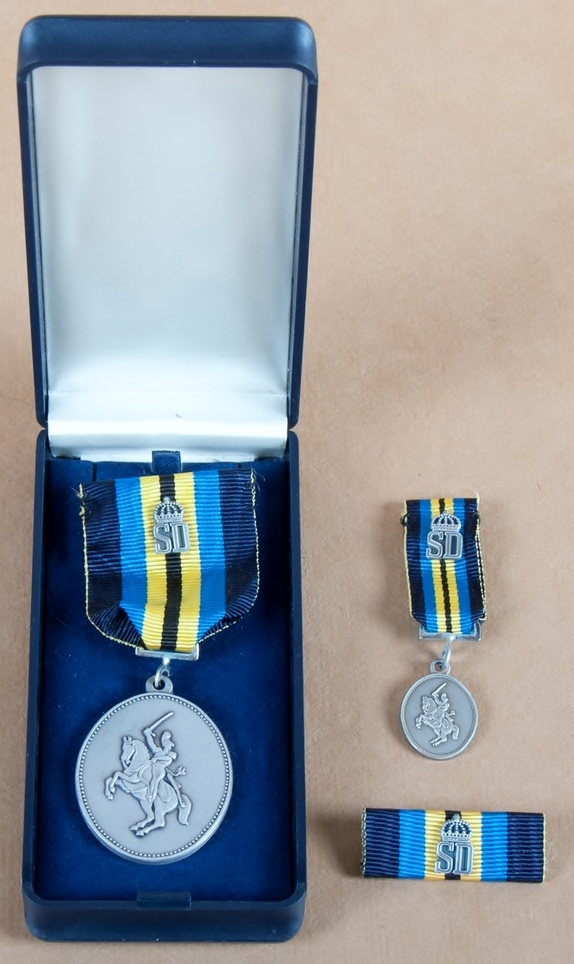
Skånska dragonregementets minnesmedalj i silver, 8:e storleken, 2000.
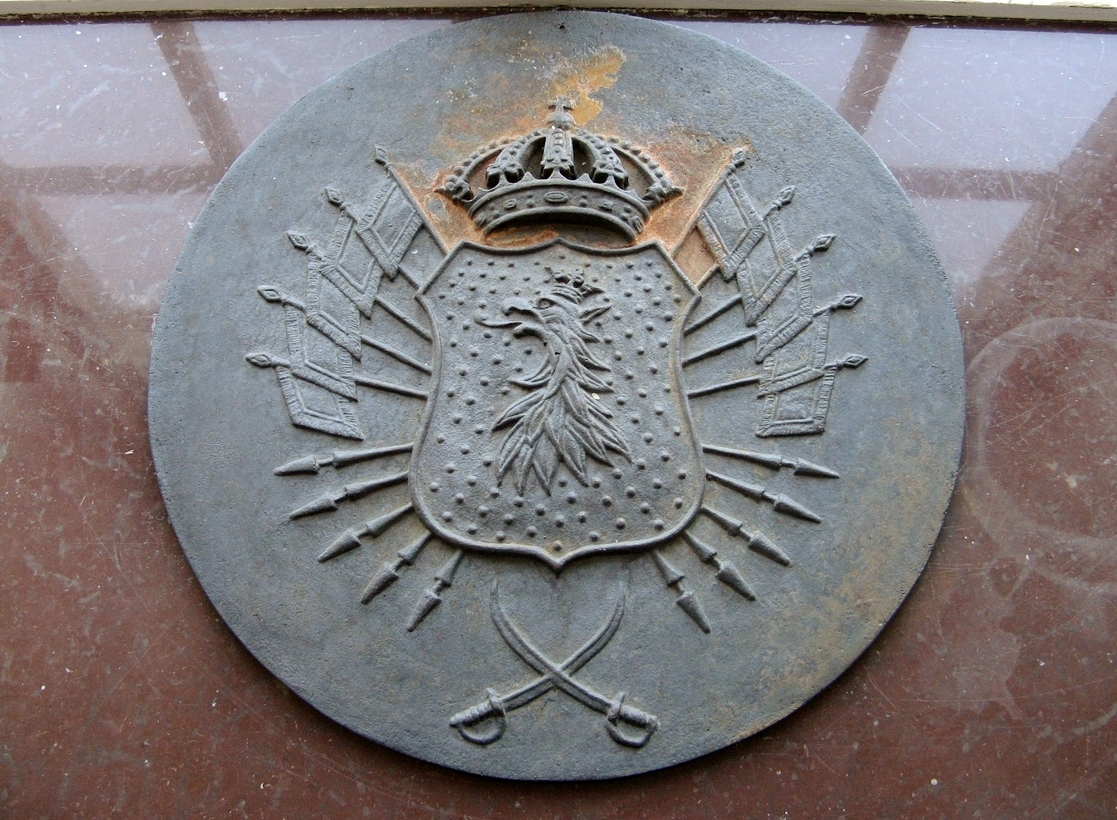
Minnestavla av gjutjärn, Kungl. Skånska dragonregementet. Deponerad till Stiftelsen Sveriges avels- o hästsportcentrum vid Flyinge kungsgård.
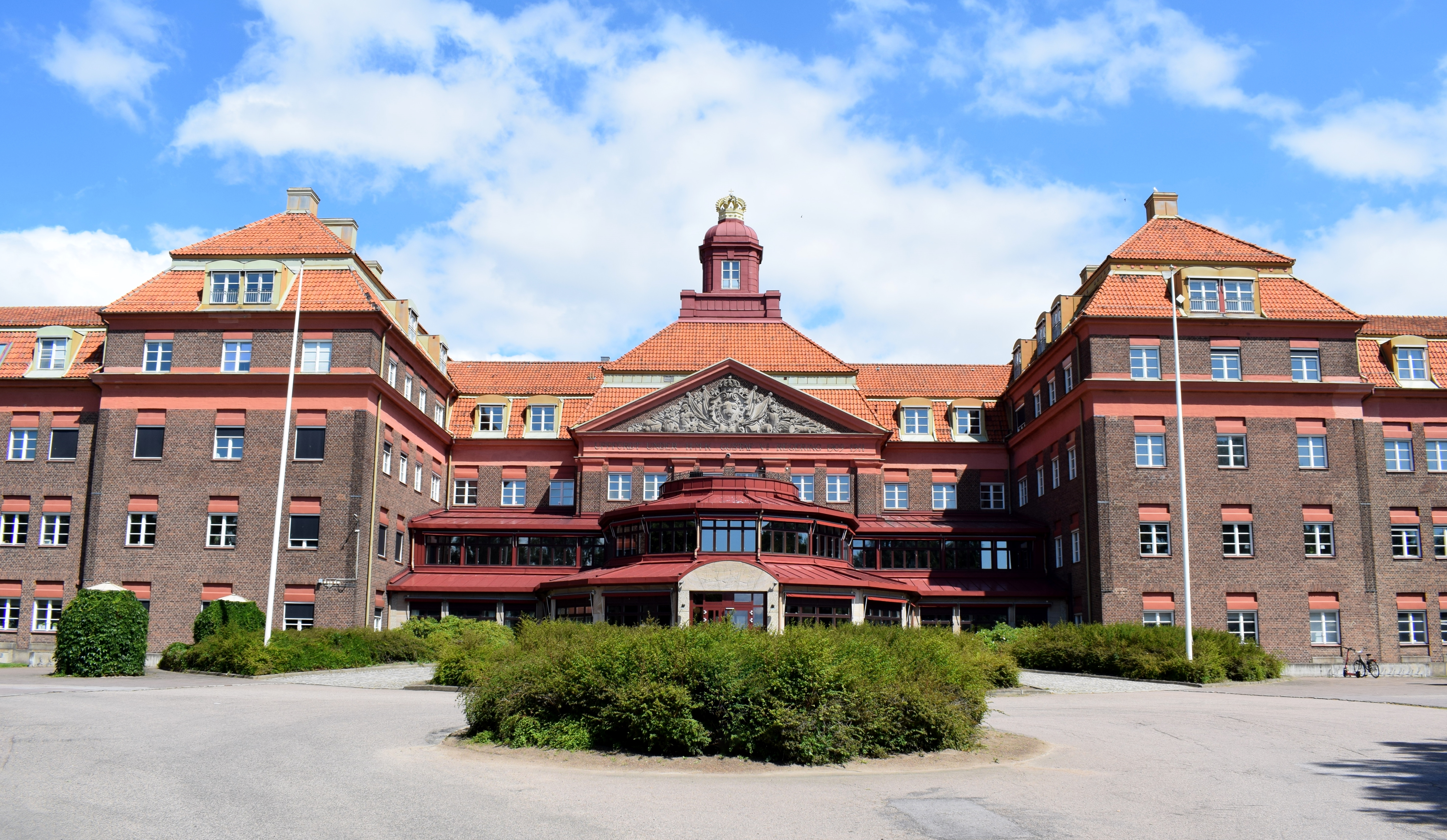
Regementets kasern i Helsingborg.
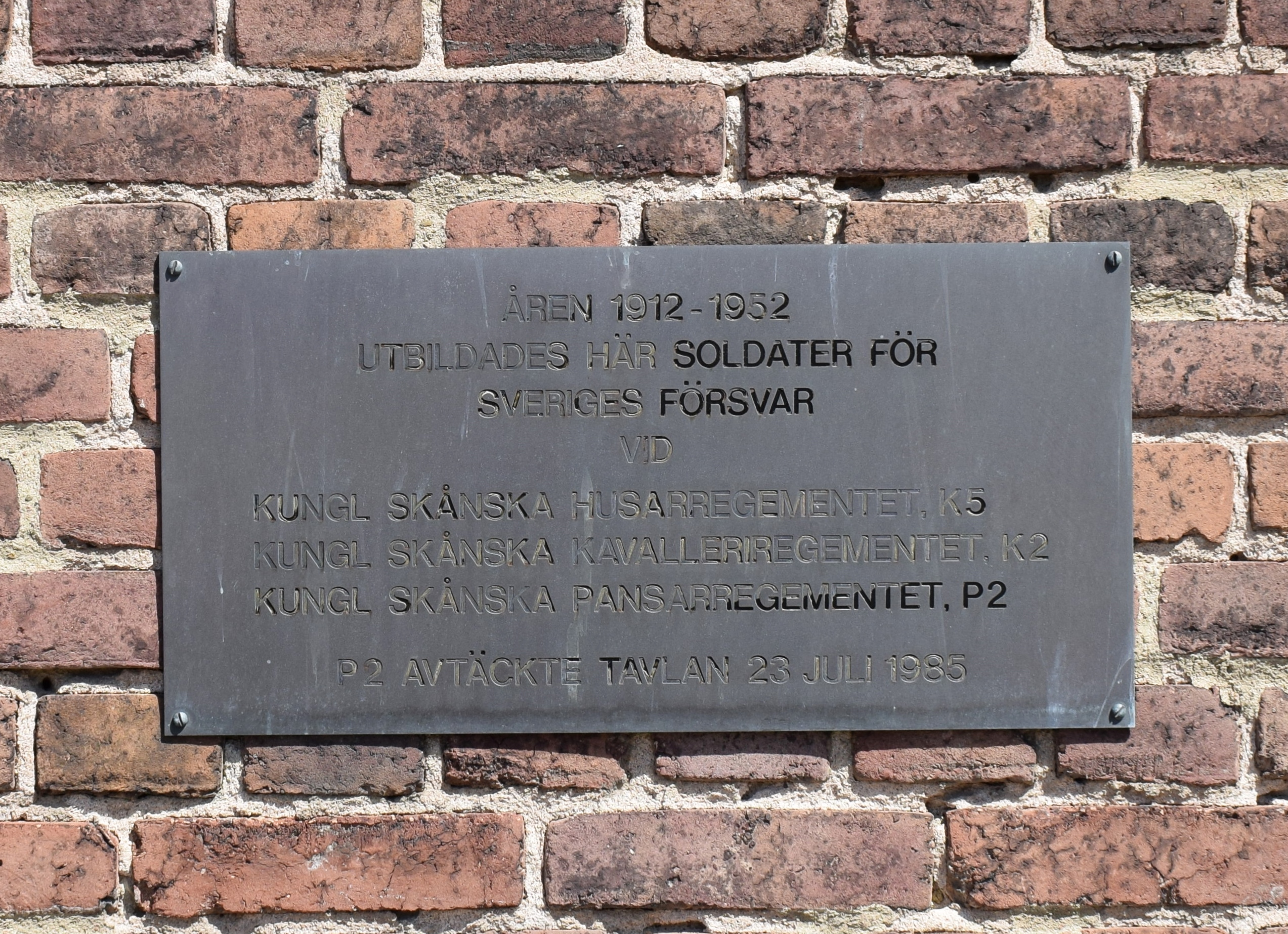
Minnesskylt över regementets tid i Helsingborg.
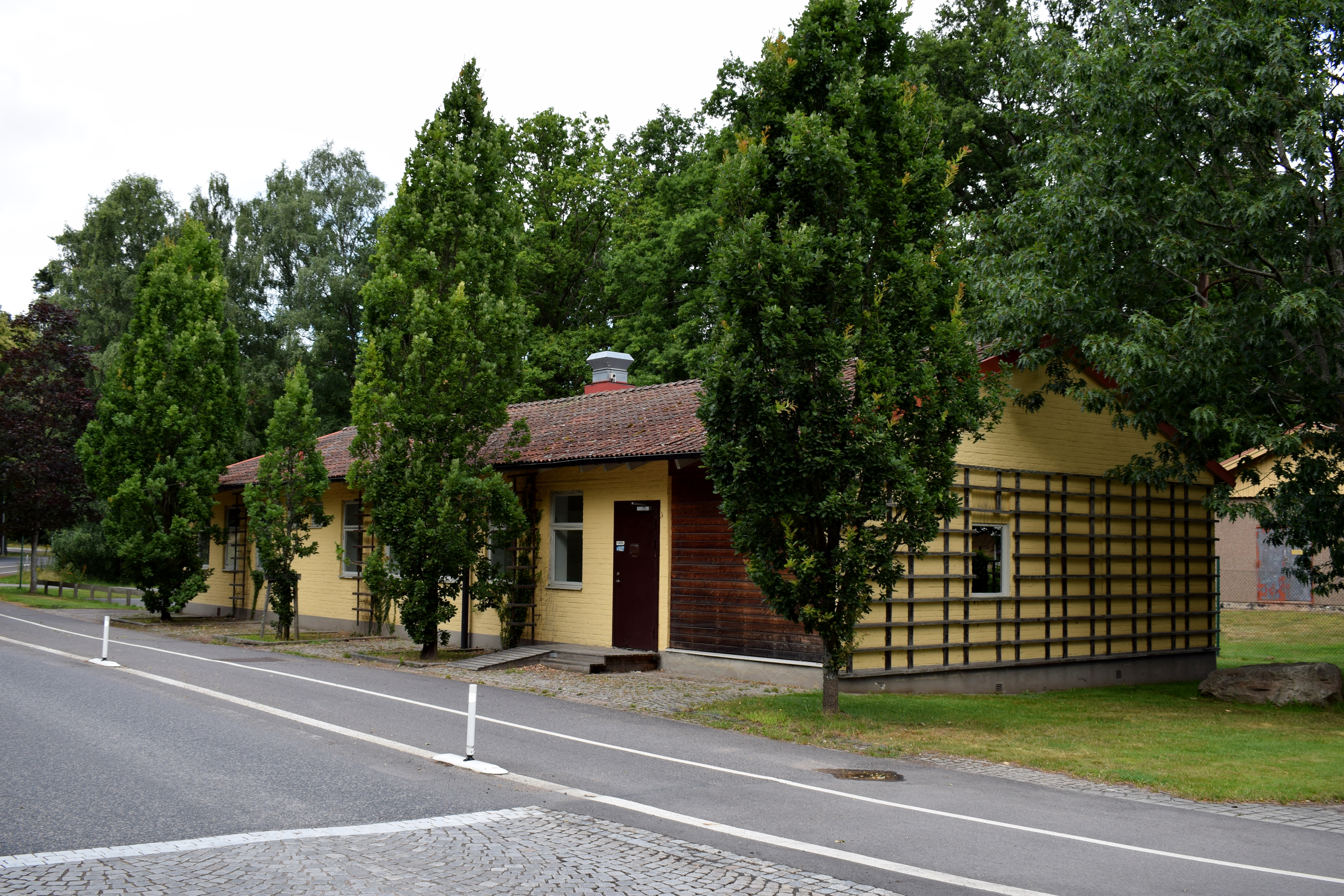
Vaktkasernen i Hässleholm.
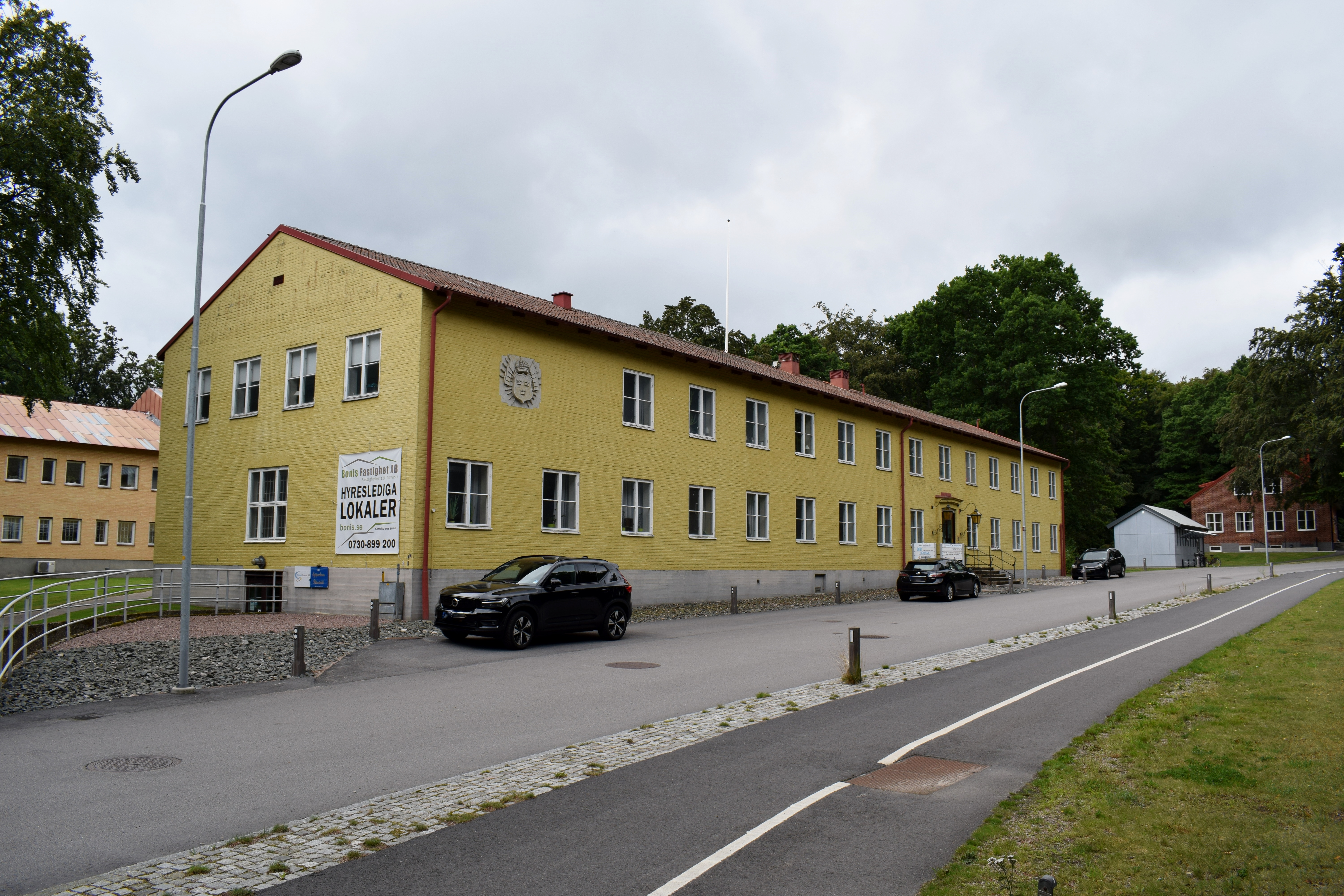
Kanslihus i Hässleholm.
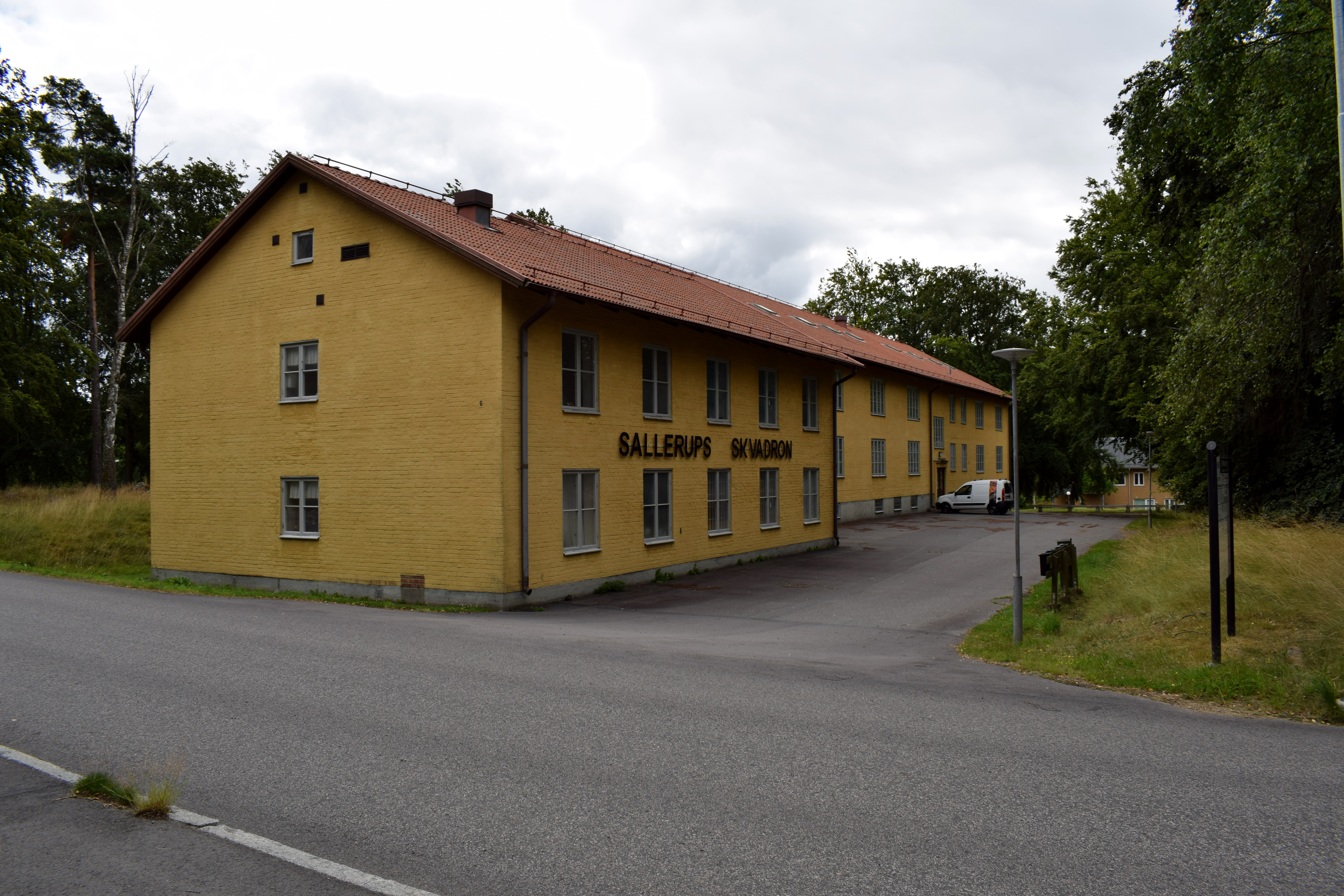
Kasern i Hässleholm.
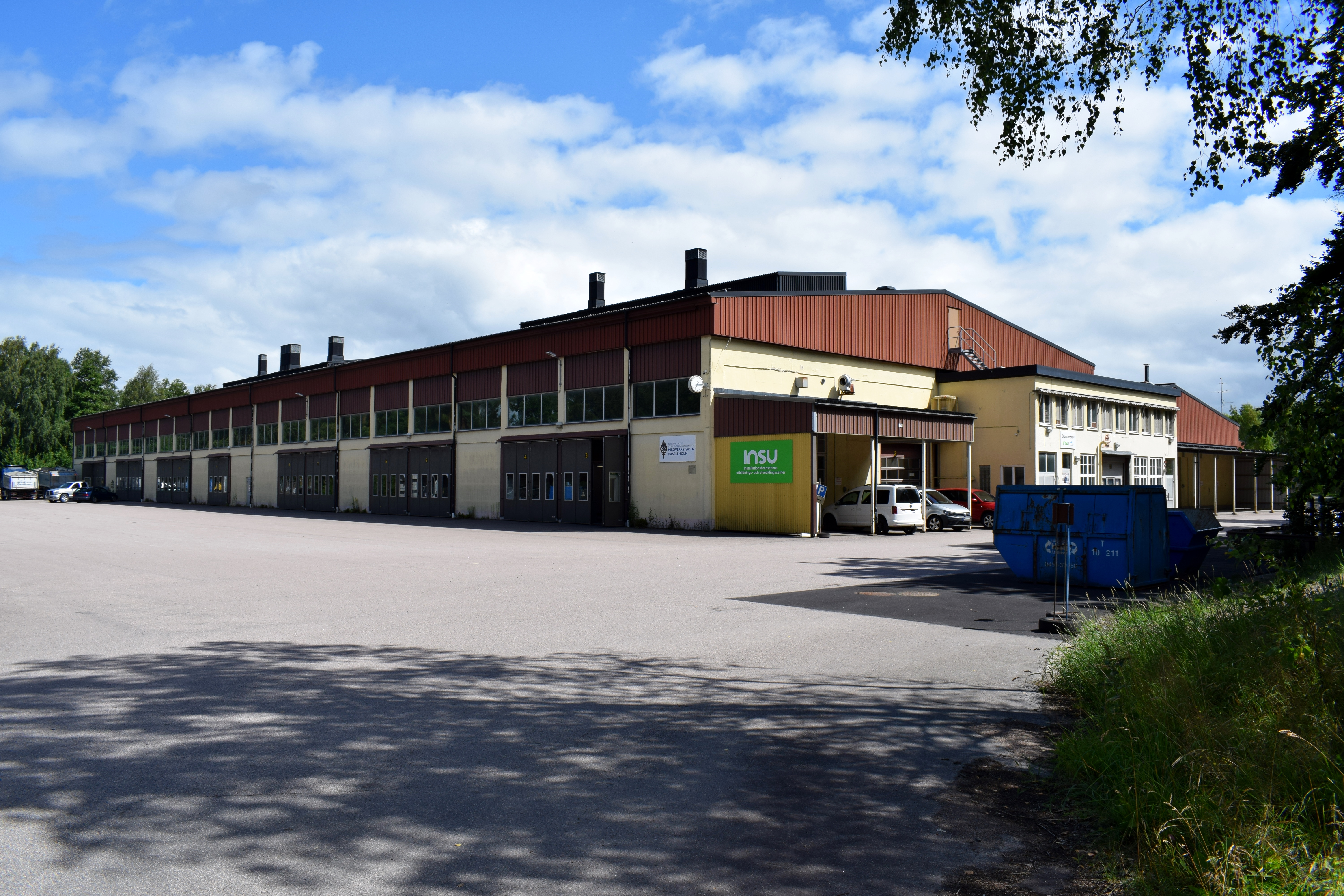
Stridsvagnsverkstad i Hässleholm.
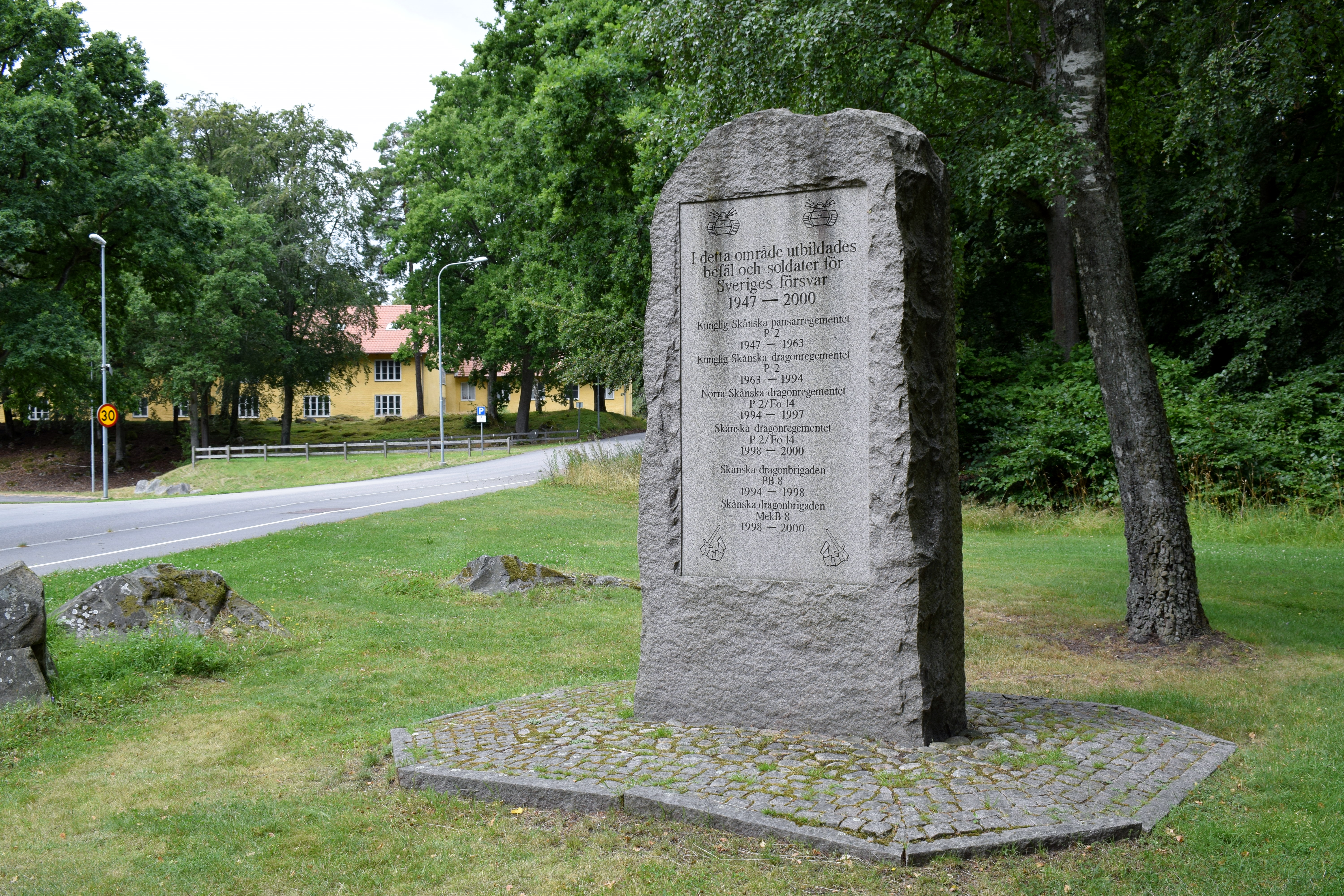
Minnessten i Hässleholm.